# 栄村 (長野県南佐久郡)
栄村（さかえむら）は長野県南佐久郡にあった村。現在の佐久穂町の北西部にあたる。

## 地理
- 山：鍋槍山、双子山、大岳、北横岳、北峰、南峰、三ツ岳、八柱山
- 河川：千曲川

## 歴史
- 1889年（明治22年）4月1日 - 町村制の施行により、高野町村・上村・宿岩村の区域をもって発足。
- 1955年（昭和30年）2月1日 - 海瀬村と合併して佐久町が発足。同日栄村廃止。

## 交通

### 鉄道路線
日本国有鉄道小海線の海瀬駅が至近に所在。

### 道路
- 国道141号